# Bacuatas

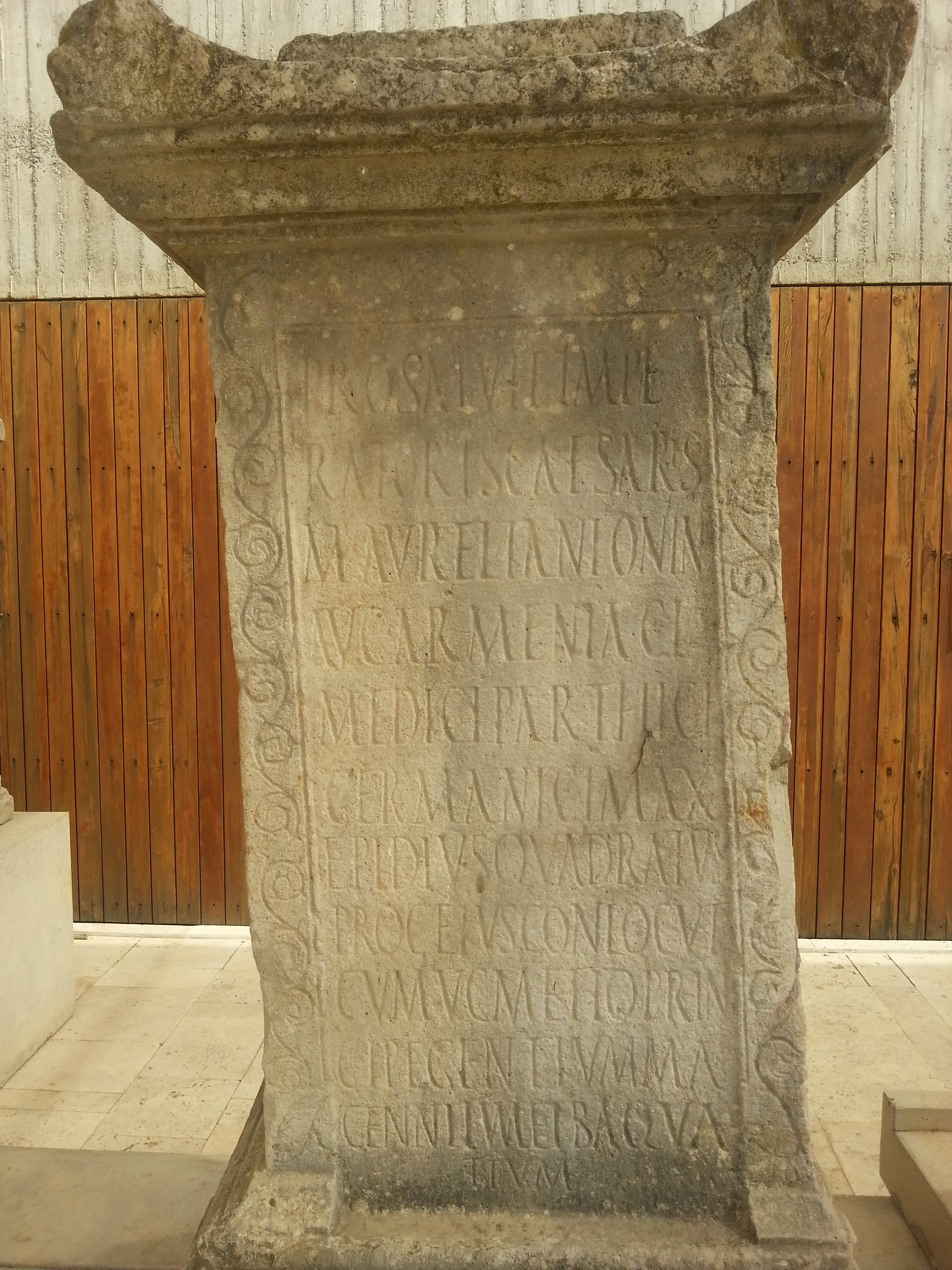
«Altar de «La Paz» de Volubilis que contiene un tratado de paz suscrito entre les romanos y la tribu de los bacuatas.

Los bacuatas  (en latín: bacuates, en griego antiguo: Βακουᾶται) fueron un pueblo bereber de Mauritania occidental (el norte del actual Marruecos Marruecos), en contacto con el imperio romano. Los arqueólogos los han ubicado al norte de la cordillera del Atlas Medio , el Rif y son mencionados por algunas fuentes literarias. 
La primera información sobre este pueblo se halla en la obra de Claudio Ptolomeo que los designa con el nombre de bakuatas. El Itinerario de Antonino los sitúa en la región de Tingi (actual Tánger) y en los confines meridionales de la provincia romana de Mauritania Tingitana, en la región de la actual Fez. También aparecen en las fuentes con los nombres de makouakoi y ouakauatai. 
El Liber generationis los asocia con los macenitas, con la denominación de baccuatas, nombre de una tribu de  los mauri (mauros). 
Edmond Frézouls ha identificado documentos arqueológicos concernientes a los bacuatas. En particular, la serie de inscripciones diplomáticas, conocidas con el nombre de "Altares de la Paz", que celebran colloquia (conversaciones) entre el gobernador de Tingitania y el princeps (príncipe) del pueblo de los bacuatas, entre los años 140 y 280. Fueron encontrados en la región de la ciudad de Volubilis; están dedicados a Jupiter Optimus Maximus y a todos los otros dioses y diosas o al genio del emperador. La fórmula  recurrente es procurator imp. pro legato conlocutus cum principe gentis.
El tono pacífico de los colloquia que figuran en los antedichos altares, entre el reinado de Marco Aurelio y los Severos revela la conjunción de una política de defensa con una de protectorado (algunos de los principes mencionados llevan gentilicios latinos, uno de los hijos del jefe vivió en Roma, como rehén que recibió educación romana). Pero la situación fue susceptible de evolución: mientras el princeps estaba al frente de una federación de tribus (macenitas y bacuatas, babaros y bacuatas), fue interpretado como un aumento de la amenaza indígena.
Sin embargo, las relaciones entre Roma y este pueblo no fueron siempre pacíficas. Los bacuatas, probablemente durante el gobierno del emperador romano Adriano, saquearon la colonia de Cartennae. En 168, amenazaron  Volubilis después de haber formado una federación con los macenitas. Entre los años 239 y 245, se menciona dos asaltos en Tingitania. Entre
284-285, la región interior de Tingitania y Volubilis estuvieron bajo su control.
Bajo Diocleciano, los romanos cambiaron su relación política de meros conquistadores por la de alianza, atestiguada por la epigrafía de los altares de la paz erigidos por los dinastas bacuatas. Este pueblo, federado con Roma garantizaba mediante estos tratados, la seguridad de las comunicaciones terrestres entre Mauritania Tingitana y Mauritania Cesariana.